# 弗朗西斯·韦尔登
弗朗西斯·韦尔登（英語：Francis Weldon，1913年8月2日—1993年9月21日），英国男子马术运动员。他曾代表英国参加1956年和1960年夏季奥林匹克运动会马术比赛，获得一枚金牌和一枚铜牌。